# Pojav Umova
Pojav Umova (tudi zakon Umova) je v astronomiji zveza med albedom astronomskega telesa in stopnjo polarizacije svetlobe, ki se od njega odbija. Pojav je leta 1905 odkril ruski fizik Nikolaj Aleksejevič Umov. Lahko se ga opazuje za astronomska telesa, kot so na primer površine Lune in asteroidov, ter repi kometov. Predvidevajo, da bodo lahko zaznali takšen pojav tudi v plotoplanetarnih diskih.
Stopnja linearne polarizacije svetlobe {\displaystyle P\!\,}  je določena kot:
{\displaystyle P={\frac {I_{\perp }-I_{\|}}{I_{\perp }+I_{\|}}}\!\,,}
kjer sta {\displaystyle I_{\perp }\!\,} in {\displaystyle I_{\|}\!\,} svetlobni jakosti v pravokotni in vzporedni smeri na ravnino polarizatorja, poravnanim z ravnino odboja. Vrednosti za {\displaystyle P\!\,} so enake nič za nepolarizirano svetlobo, in ±1 za linearno polarizirano svetlobo.
Zakon Umova pravi, da velja obratna zveza:
{\displaystyle P\propto {\frac {1}{\alpha }}\!\,,}
kjer je {\displaystyle \alpha \!\,} albedo telesa. Svetlejše je telo, manjšo polarizacijo povzroča. Zato zelo odbojna telesa odbijajo večinoma nepolarizirano svetlobo, slaboodbojna telesa pa odbijajo polarizirano svetlobo. Zakon velja le za velike fazne kote (kote med vpadno in odbito svetlobo).